# André Gailhard
André Charles Samson Gailhard (* 29. Juni 1885 in Paris; † 3. Juli 1966 in Ermont, Département Val-d’Oise) war ein französischer Komponist.
Der Sohn des Direktors der Pariser Oper, Pierre Gailhard, studierte am Conservatoire de Paris bei Paul Vidal, Xavier Leroux und Charles Lenepveu und gewann 1908 den Prix de Rome.
Gailhard komponierte mehrere Opern, darunter Amaryllis (Uraufführung Toulouse 1906), La Sortilège (Uraufführung Paris 1913) und La Bataille (Uraufführung Paris 1931), außerdem das Ballett L'Aragonaise, Präludium und Fuge für großes Orchester, mehrere Filmmusiken sowie Lieder.